# Rastislav Michalík
Rastislav Michalík (* 14. ledna 1974, Staškov) je bývalý slovenský fotbalový záložník, reprezentant Slovenska, který většinu kariéry strávil v českých klubech. Za slovenskou reprezentaci odehrál v letech 2002–2005 21 utkání. V české lize odehrál 184 utkání a dal 4 góly. Ve slovenské lize odehrál 22 utkání a dal 2 branky. Hrál za Duklu Banská Bystrica (1993–1994), FK Fotbal Třinec (1995–1996), Duklu Příbram (1997), FC Slovan Liberec (1998–2001), Spartu Praha (2001–2005), Kayserispor (2005), SV Ried (2005–2007), FC Spartak Trnava (2007–2008) a FK Čadca. Se Spartou získal dva tituly mistra České republiky (2003, 2005) a dvakrát vyhrál český pohár (2000, 2004). 32x startoval v evropských pohárech a vstřelil 2 góly (v dresu Sparty, do sítě Feyenoordu Rotterdam v základní skupině Ligy mistrů 2001/02 a Realu Madrid v osmifinálové skupině toho samého ročníku Ligy mistrů).